# スライ: スタローンの物語
『スライ: スタローンの物語』（Sly）は、シルヴェスター・スタローンの来歴と遺産を描いたトム・ジムニー監督による2023年のアメリカ合衆国のドキュメンタリー映画である。第48回トロント国際映画祭でプレミア上映された後、2023年11月3日にNetflixで配信された。

## 内容
この映画ではマンハッタンでの荒れた幼少期から売れない俳優となり、アクション映画監督となり、そして『ロッキー』や『ランボー』などでハリウッドのスターとなるまでのシルヴェスター・スタローンの生活と約50年のキャリアがとらえられている。スタローンが映画を製作する様子、映画中の場面、幼少期の写真、そしてアーノルド・シュワルツェネッガー、フランク・スタローン、ヘンリー・ウィンクラー、タリア・シャイア、ジョン・ハーツフェルド、ウェスリー・モリス、クエンティン・タランティーノへのインタビューで構成されている。

## 製作
映画は2023年6月30日に告知された。製作はシーン・M・スチュアート、製作総指揮はブレイデン・アフターグッド、スティーヴン・ジョン・ベイヤー、ジェニー・デイリー、サム・デルカント、トム・フォーマン、スタローン、ビル・ツァンカーが務めた。

## 公開
2023年9月16日に第48回トロント国際映画祭にクロージング・ナイト作品としてプレミア上映された後、2023年11月3日にNetflixで配信された。

## 評価
レビュー集積サイトのRotten Tomatoesでは44件の批評に基づいて支持率は77%、平均点は6.3/10となり、「シルヴェスター・スタローンの長命の証である『スライ:スタローンの物語』はパンチを繰り出すかもしれないが、それでも一貫して魅力的である」とまとめられた。Metacriticでは17件の批評に基づいて加重は62/100と示された。